# Arenaria speluncarum
Arenaria speluncarum är en nejlikväxtart som beskrevs av Mcneill. Arenaria speluncarum ingår i släktet narvar, och familjen nejlikväxter. Inga underarter finns listade i Catalogue of Life.